# Gen Satō (seiyū)
Pour le mangaka homonyme, voir Gen Satō.
Gen Satō (佐藤 元, Satō Gen), née le 22 mars 1997 dans la préfecture de Kanagawa, est un seiyū japonais. Il est affilié avec I'm Enterprise. Il est connu pour ses rôles en tant que Chrome dans Dr. Stone, Fumiya Tomozaki dans Bottom-tier Character Tomozaki et Maru dans A Journey beyond Heaven.

## Rôles

### Anime
| Année | Titre                                               | Rôle               |
| ----- | --------------------------------------------------- | ------------------ |
| 2018  | Beelzebub-jō no okinimesu mama.                     | Purson             |
| 2018  | Hi Score Girl                                       | Gotō               |
| 2019  | Moi, quand je me réincarne en Slime                 | Gale Gibson        |
| 2019  | Joshikōsei no Mudadzukai                            | Sakuya             |
| 2019  | Dream Team                                          | Kawamoto           |
| 2019  | One Punch Man Saison 2                              | Genji              |
| 2019  | Fruits Basket Saison 1                              | Yūsuke             |
| 2019  | Dr. Stone                                           | Chrome             |
| 2019  | Stars Align                                         | Rintarō Futsu      |
| 2020  | King's Raid : Ishi wo Tsugu Mono-tachi              | Tamm               |
| 2020  | Fruits Basket Saison 2                              | Yūsuke             |
| 2020  | A3! Season Spring & Summer                          | Kaoru Minagi       |
| 2021  | Bottom-tier Character Tomozaki                      | Fumiya Tomozaki    |
| 2021  | Skate-Leading Stars                                 | Tomoyuki Kubota    |
| 2021  | Moi, quand je me réincarne en Slime Saison 2        | Gale Gibson        |
| 2021  | Dr. Stone: Stone Wars                               | Chrome             |
| 2021  | Fruits Basket Saison Finale                         | Yūsuke             |
| 2021  | Burning Kabaddi                                     | Sōma Azemachi      |
| 2021  | Bishōnen Tanteidan                                  | Sо̄saku Yubiwa      |
| 2021  | Platinum End                                        | Yamashita          |
| 2021  | Fena: Pirate Princess                               | Enju               |
| 2021  | Kyōkai Senki                                        | Amō Shiiba         |
| 2021  | So I'm a Spider, So What?                           | Kanata Ōshima      |
| 2021  | JoJo's Bizarre Adventure: Stone Ocean               | Pi-chan            |
| 2022  | Shine On! Bakumatsu Boys                            | Ichibanboshi       |
| 2022  | Cool Doji Danshi                                    | Yoshida            |
| 2022  | Shinobi no Ittoki                                   | Kusunoki           |
| 2022  | Mobile Suit Gundam: The Witch from Mercury          | Rōji Chante        |
| 2022  | Dr. Stone: Ryūsui                                   | Chrome             |
| 2022  | Kaguya-sama: Love is War Saison 3                   | Daiki Satō         |
| 2022  | Call of the Night                                   | Kō Yamori          |
| 2022  | Hoshi no Samidare - Lucifer And The Biscuit Hammer  | Mikazuki Shinonome |
| 2022  | Princess of the Bibliophile                         | Alan Ferrera       |
| 2023  | High Card                                           | Finn Oldman        |
| 2023  | A Journey beyond Heaven                             | Maru               |
| 2023  | The Dangers in My Heart                             | Kenta Kanzaki      |
| 2023  | Sugar Apple Fairy Tale Saison 2                     | Hal                |
| 2023  | UniteUp!                                            | Mizuki Isuzugawa   |
| 2023  | Dr. Stone: New World                                | Chrome             |
| 2023  | Mobile Suit Gundam: The Witch from Mercury Saison 2 | Rōji Chante        |
| 2023  | Rokudō no Onna-tachi                                | Tōsuke Rokudō      |
| 2023  | Insomniaques                                        | Ganta Nakami       |
| 2024  | Bottom-tier Character Tomozaki 2nd Stage            | Fumiya Tomozaki    |
| 2024  | Moi, quand je me réincarne en Slime Saison 3        | Gale Gibson        |
| 2024  | Bōkyaku Battery                                     | Satō               |
| 2024  | High Card Saison 2                                  | Finn Oldman        |
| 2024  | 30-sai made Dōtei da to Mahō Tsukai ni narerurashii | Minato Wataya      |
| 2024  | Tales of Wedding Rings                              | Haruto Satō        |
| 2024  | Wind Breaker                                        | Naohiro Sasaki     |
| 2024  | The Dangers in My Heart Saison 2                    | Kenta Kanzaki      |
| 2024  | Twilight Outfocus                                   | Minoru Chiaki      |
| 2024  | DanMachi Saison 5                                   | Van                |
| 2025  | Solo Leveling                                       | Lee Minsung        |
| 2025  | Dr. Stone: Science Future                           | Chrome             |
| 2025  | Übel Blatt                                          | Zeffi              |
| 2025  | Call of the Night Saison 2                          | Kō Yamori          |